# ジョルジュ・チャコ
ジョルジュ・チャコ（György Czakó, 1933年7月11日 - 2023年2月9日）は　ハンガリーの元フィギュアスケート選手。

## 来歴
クリスティーナ・チャコの父親である。ハンガリー選手権3回優勝、1952年冬季オリンピックハンガリー代表。6歳で、小児科医のすすめによりフィギュアスケートをはじめる。国内選手権3回優勝、ヨーロッパ選手権、世界選手権、1952オリンピック代表にもなった。現在はウォーレイジャンプと呼ばれているジャンプはいくつかの選手が始めたものであるがジョルジュ・チャコもそのうちの一人で、チャコ・ジャンプと当時呼ばれた。
引退後はプロに転向し、1958年からIce-Revue に参加。さまざまなアイスショーやソリストとしてIce-Revue のフィルムに記録を残す。Ice-Revue 解散後、設計事務所でエンジニアとして従事。フィギュアスケートコーチとしても活躍、ブダペストスケートクラブの会長。

## 戦績
| 大会/年          | 1950 | 1951 | 1952 | 1953 | 1954 | 1955 | 1956 |
| ---------------- | ---- | ---- | ---- | ---- | ---- | ---- | ---- |
| オリンピック     |      |      | 12   |      |      |      |      |
| 世界選手権       |      |      |      | 13   |      |      |      |
| 欧州選手権       |      |      | 8    | 8    |      | 9    |      |
| ハンガリー選手権 | 3    | 1    | 1    |      | 1    | 2    | 2    |
| ユニバーシアード |      |      |      | 4    |      | 2    |      |